# Лорето (Болоња)
Лорето (итал. Loreto) је насеље у Италији у округу Болоња, региону Емилија-Ромања.
Према процени из 2011. у насељу је живело 125 становника. Насеље се налази на надморској висини од 152 м.